# Сара Карађорђевић
Сара (Сарка) Карађорђевић (девојачко Анастасијевић; Београд, 27. април 1836 — Париз, 28. април 1931), је била супруга Ђорђа Карађорђевића, унука Карађорђевог, и ћерка капетана Мише Анастасијевића.

## Биографија
Сара је рођена 1836. као пета и најмлађа ћерка Мише Анастасијевића и Христине Урошевић.
Школовала се у Паризу, а говорила је француски и немачки језик.
У жељи да му кћи постане принцеза, капетан Миша ју је удао 10. маја 1856. за Ђорђа Карађорђевића, руског официра и Карађорђевог унука, а палата коју је подигао да буде њихова резиденција, после неуспеха да Ђорђа доведе на чело Србије постаје „Капетан Мишино здање”. После удаје, Сара се страствено мешала у политику и династичке борбе за престо.
Умрла је 1931. године у Паризу. Њен секретар Жика Ранковић је купио гробницу на своје име, па је после сахране продао и Сара је одатле избачена.

## Портрет из 1856.
Новине Време су 4. фебруара 1930. објавиле вест да је Сарка Карађорђевић предала Београдском универзитету њен и портрет њеног мужа Ђорђа, који је сликао Јован Поповић. Ђорђев портрет је био из 1852, а Саркин из 1856. Тадашњи ректор универзитета др Чедомиљ Митровић је од Сарке пошиљку из Берлина примио пар дана пре објаве вести, уз њену жељу и посвету да се њен и портрет њеног мужа поставе поред портрета њеног оца капетана Мише Анастасијевића. Жеља јој је била услишена, и оба портрета су била постављена на жељеном месту у ректорској соби, и налазила су се са леве и десне стране капетана Мише. Портрети до тада нису били познати широј јавности, а у Београд су дошли посредством чувеног београдског адвоката Симе Адање.

## Потомство
Ђорђе и Сара су имали два сина:
- Алекса Карађорђевић
- Божидар Карађорђевић

Ниједан од њихова два сина није имао потомака.

## Породично стабло
| \| \| \| \| \| 2. Миша Анастасијевић \| \| \| \| \| \| \| \| \| \| \| \| \| \| \| \| \| \| \| \| \| \| \| \| \| \| \| \| \| \| \| \| \| 1. Сара Карађорђевић \| \| \| \| \| \| \| \| \| \| \| \| \| \| \| \| \| \| \| \| \| \| \| \| \| \| \| \| \| \| \| \| \| \| \| \| 3. Христина Урошевић \| \| \| \| \| \| \| \| \| \| \| \| \| \| \| \| \| \| \| \| \| \| \| \| \| |                      |  |  |                       |  |  |  |
| |                      |  |  | 2. Миша Анастасијевић |  |  |  |
| |                      |  |  |                       |  |  |  |
| |                      |  |  |                       |  |  |  |
| |                      |  |  |                       |  |  |  |
| | 1. Сара Карађорђевић |  |  |                       |  |  |  |
| |                      |  |  |                       |  |  |  |
| |                      |  |  |                       |  |  |  |
| |                      |  |  |                       |  |  |  |
| | 3. Христина Урошевић |  |  |                       |  |  |  |
| |                      |  |  |                       |  |  |  |
| |                      |  |  |                       |  |  |  |

## Породица

### Супружник
| име        | слика | датум рођења | датум смрти      |
| ---------- | ----- | ------------ | ---------------- |
| Кнез Ђорђе |       | 1827.        | 14. август 1884. |

### Деца
| име          | слика | датум рођења     | датум смрти       | супружник     |
| ------------ | ----- | ---------------- | ----------------- | ------------- |
| Кнез Алекса  |       | 10. јун 1859.    | 15. фебруар 1920. | Дарија Прат   |
| Кнез Божидар |       | 11. јануар 1862. | 14. април 1908.   | није се женио |